# 8373 Stephengould
8373 Stephengould este o planetă minoră (asteroid), cu un diametru de 5,748 km, din centura de asteroizi. A fost descoperită pe 1 ianuarie 1992 la Observatorul Palomar de Carolyn S. Shoemaker și a fost numită după Stephen Jay Gould. 
Obiectul prezintă o orbită caracterizată de o semiaxă mare de 3,2786578 UAi, o excentricitate de 0,554508, o înclinație de 40,78818 ° în raport cu ecliptica.